# Viti (Kosovo)
Viti (in albanese Viti o Vitia; in serbo Витина?, Vitina) è un comune del Kosovo, nel distretto di Gjilan.

## Geografia antropica

### Suddivisioni amministrative
La municipalità si divide nei seguenti villaggi:
Balance, Begunce, Binač, Buzovik, Veliki Goden, Vitina, Vrban, Vrbovac, Vrnavokolo, Vrnez, Gornja Budrika, Gornja Slatina, Gornja Stubla, Grmovo, Grnčar, Gušica, Debelde, Devaja, Donja Slatina, Donja Stubla, Donje Ramnjane, Drobeš, Đelekare, Žitinje, Jerli Sadovina, Kabaš, Klokot, Letnica, Ljubište, Mijak, Mogila, Novo Selo, Podgorce, Požaranje, Ravnište, Radivojce, Ribnik, Smira, Terpeza, Trstenik, Čerkez Sadovina, Čiflak e Šašare.

## Società

### Evoluzione demografica
| Composizione etnica |          |   |       |   |        |   |          |   |      |   |         |   |          |   |        |   |        |
| Anno/Etnia          | Albanesi | % | Serbi | % | Turchi | % | Bosniaci | % | Roma | % | Ashkali | % | Egiziani | % | Gorani | % | Totale |
| 2013                | 46 669   |   | 117   |   | 4      |   | 25       |   | 13   |   | 14      |   | 0        |   | 7      |   | 46 987 |